# Silvia Arzuffi
Silvia Arzuffi (Rocca del Colle, 7 agosto 1944 – Bergamo, 15 febbraio 2018) è stata un'attrice teatrale, cabarettista e regista televisiva italiana.

## Biografia
Dopo aver frequentato il corso di recitazione presso il Teatro delle Grazie di Vicenza, cominciò la carriera come attrice di prosa a livello nazionale, recitando dapprima in ruoli dal repertorio classico (Euripide, Goldoni, Pirandello), per poi dedicarsi al filone moderno (Ionesco, Arrabal, Terron, Lerici, Halliwell) e infine a quello comico (Paolo Poli, Ric e Gian, Maurizio Micheli). Nel frattempo cominciarono le sue performance presso i migliori cabaret di Milano: Derby Club, Refectory, Bullona.
Dal 1980 cominciò a occuparsi della regia di programmi di varietà per la TV con attori, come Christian De Sica, Gigi e Andrea e Franca Valeri. Nel 1983 diresse uno show musicale a Cuba con la partecipazione di Sergio Endrigo, nonché di diversi artisti italiani e cubani. L'evento ebbe luogo al Theatre National de Cuba e fu trasmesso sulla TV di Stato de l'Avana.
Nel 1984 iniziò a lavorare alla Fininvest, attuale Mediaset, dapprima come aiuto regista di Drive In (1984-1987), poi Odiens (1988) ed Emilio (1989). Successivamente, passò alla regia di Striscia la notizia, Scherzi a parte, Stranamore, La stangata - Chi la fa l'aspetti!, Paperissima (sin dalla prima edizione), Paperissima Sprint e Colorado, per quanto riguarda il genere variety. La verità, Campionissimo (con Gerry Scotti), Salto nel buio (con Paola Perego), Il casalingo perfetto per quanto riguarda i quiz. Infine per il genere sitcom, I vicini di casa (con Teo Teocoli, Silvio Orlando, Gene Gnocchi, Gabriella Golia), Quei due sopra il varano, Io e Margherita (con Margherita Fumero ed Enrico Beruschi), Bar dolce Bar (2012) e Big Gym (2013) di Matteo Miramari.
Per la Rai, diresse Zero Zero con Ficarra e Picone. Sempre in Rai, fu la co-autrice dello show Buone Notizie, con Licia Colò.
Nella stagione 2004-2005 per il teatro, curò la regia de Il postino dell'arcobaleno, con Enrico Beruschi e sempre nel 2005, per la TV Svizzera RSI, Un tranviere chiamato desiderio, con lo stesso attore.
Ha collaborato con SKY dirigendo i Fichi d'India e Bebo Storti nella sitcom Bar Stadio e con Play TV al programma Contenuti Extra.
Molta attiva sul fronte sociale, era presidentessa dell'Associazione Colognola per il suo futuro, associazione nata per volere della stessa regista per tutelare il territorio dal traffico veicolare ed aeroportuale.
È morta a Colognola, un quartiere di Bergamo, dopo una breve malattia, il 15 febbraio 2018.